# GABRB1
La subunidad beta-1 del receptor del ácido gamma-aminobutírico es una proteína que en humanos está codificada por el gen GABRB1.

## Función
El receptor A del ácido gamma-aminobutírico (receptor GABAA) es un canal de cloruro de múltiples subunidades que media la transmisión sináptica inhibitoria más rápida en el sistema nervioso central. 
Este gen codifica la subunidad beta-1 del receptor GABA A. 
Está mapeado en el cromosoma 4p12 en un grupo de genes que codifican las subunidades alfa 4, alfa 2 y gamma 1 del receptor GABAA. 
La alteración de este gen está implicada en la patogenia de la esquizofrenia.

## Significación clínica
Se ha demostrado que los ratones que tienen copias mutantes de este gen son vulnerables al consumo excesivo de alcohol.